# Manu Lecomte
Emmanuel "Manu" Lecomte (Ixelles, 16 de agosto de 1995) es un jugador belga de baloncesto. Mide 1,80 metros de altura y ocupa la posición de Base. Pertenece a la plantilla del Hapoel Eilat B.C. de la Ligat ha'Al israelí. Es internacional absoluto con Bélgica.

## Trayectoria
Debutó en 2013 en el Belfius Mons-Hinault, donde jugó dos partidos antes de irse a Estados Unidos para jugar en la NCAA con los Miami Hurricanes, donde ha estado desde 2013 a 2015. El 21 de abril de 2015 fue transferido a los Baylor Bears.
El 27 de marzo de 2019, el base belga firma por UCAM Baloncesto Murcia de la Liga Endesa para lo que resta de temporada y la siguiente. Lecomte ha jugado durante la temporada 2018-19 en el equipo vinculado de Los Ángeles Clippers (Agua Caliente Clippers) en la G-League con unos promedios de 14,1 puntos, 2,1 rebotes y 4,3 asistencias por partido.
En febrero de 2020, el UCAM Murcia CB llega a un acuerdo con CB Gran Canaria para realizar un intercambio de bases y se marcha cedido al conjunto canario hasta el final de la temporada, a cambio de la llegada de Nikola Radičević.
Durante la primera vuelta de la temporada 2020-21 jugaría en el Skyliners Frankfurt de la Basketball Bundesliga.
El 27 de enero de 2021, firma por el ÉB Pau-Orthez de la Pro A, la primera categoría del baloncesto francés.
El 2 de marzo de 2021, firma por el Krepšinio klubas Prienai de la Lietuvos Krepšinio Lyga.
El 11 de noviembre de 2022, firma por el Hapoel Eilat B.C. de la Ligat ha'Al israelí.
En la temporada 2022-23, firma por el Hapoel Eilat B.C. de la Ligat ha'Al israelí.

## Selección nacional
Ha estado con la selección Sub-16, Sub-18 y Sub-20 belga, donde ha participado en el último Europeo Sub-20 de 2015.
Tras finalizar el Europeo Sub-20, fue convocado para la selección absoluta por Eddy Castels. Tras jugar algunos amistosos de preparación no pasó el último corte y se quedó fuera del Eurobasket 2015.
En septiembre de 2022 disputó con el combinado absoluto belga el EuroBasket 2022, finalizando en decimocuarta posición.